# Davy (Virgínia de l'Oest)
Davy és una població dels Estats Units a l'estat de Virgínia de l'Oest. Segons el cens del 2000 tenia 373 habitants.

## Demografia
Segons el cens del 2000, Davy tenia 373 habitants, 137 habitatges, i 106 famílies. La densitat de població era de 111,6 habitants per km².
Dels 137 habitatges en un 29,9% hi vivien nens de menys de 18 anys, en un 59,1% hi vivien parelles casades, en un 13,1% dones solteres, i en un 22,6% no eren unitats familiars. En el 21,2% dels habitatges hi vivien persones soles el 10,2% de les quals corresponia a persones de 65 anys o més que vivien soles. El nombre mitjà de persones vivint en cada habitatge era de 2,72 i el nombre mitjà de persones que vivien en cada família era de 3,13.
Per edats la població es repartia de la següent manera: un 23,9% tenia menys de 18 anys, un 8,8% entre 18 i 24, un 28,7% entre 25 i 44, un 26,8% de 45 a 60 i un 11,8% 65 anys o més.
L'edat mediana era de 37 anys. Per cada 100 dones de 18 o més anys hi havia 85,6 homes.
La renda mediana per habitatge era de 16.250 $ i la renda mediana per família de 23.000 $. Els homes tenien una renda mediana de 15.417 $ mentre que les dones 13.750 $. La renda per capita de la població era de 8.116 $. Entorn del 37,3% de les famílies i el 41,8% de la població estaven per davall del llindar de pobresa.

## Poblacions més properes
El següent diagrama mostra les poblacions més properes.